# خداداد ریگی
خداداد ریگی سیاست‌مدار ایرانی بود، که در دوره بیست و چهارم مجلس شورای ملی بعنوان نماینده زاهدان از استان سیستان و بلوچستان در مجلس شورای ملی حضور داشت.